# Cómo decirte adiós
"Cómo Decirte Adiós" é uma canção do cantor porto-riquenho Ricky Martin, lançada como quinto single de seu terceiro álbum de estúdio, A Medio Vivir (1995). A canção teve lançamento oficial como single em 20 de maio de 1996, no formato de CD Single.

## Formatos e lista de faixas
US promotional CD single
1. "Cómo Decirte Adiós" – 3:00

## Charts
| Chart (1996)                     | Melhor posição |
| -------------------------------- | -------------- |
| U.S. Billboard Latin Pop Airplay | 17             |